# 卡先科韋
51°29′39″N 33°29′14″E / 51.49417°N 33.48722°E
卡什琴科韋（烏克蘭語：Кащенкове）是位於烏克蘭東北部的村莊，由蘇梅州科諾托普區的克羅萊韋茨市鎮負責管轄。該村距離克羅列韋茨7.5公里，海拔高度200米，2001年該村落人口2。